# Dino Jelusić
Dino Jelusić  (Požega, 4. lipnja 1992.), hrvatski rock pjevač.
Pobjednik je prve pjesme Eurovizije za djecu. Pobijedio je u danskom Kopenhagenu, s pjesmom "Ti si moja prva ljubav". Živi u Zagrebu.
Nakon sedmogodišnje stanke, 2011. godine izdao je prvi solo album pod nazivom Living my own life inspiriran rock izvođačima poput Europe, Bon Jovija i Whitesnakea. 2019. godine je pobijedio u showu HRT-a "Zvijezde pjevaju" gdje mu je partnerica bila Tara Thaller. Od 2021. je član sastava Whitesnake.Osim što je član sastava Whitesnake, frontmen je sastava Jelusick od 2023. 

## Diskografija

### Solo
- 2003.: No. 1 (Hrvatska verzija)
- 2004.: No. 1 (Engleska verzija)
- 2011.: Living my own life
- 2014.: Prošao sam sve
- 2022.: Ti to dobro znaš (singl)

### The Ralph
- 2017.: Enter Escape

### Animal Drive
- 2018.: Bite!
- 2019.: Back to the Roots EP

### Dirty Shirley
- 2020.: Dirty Shirley

### Michael Romeo
- 2022.: War of the Worlds, Pt. 2

### Jelusick
- 2023.: Follow the Blind Man

Whom Gods Destroy
- 2024.: Insanium

## Sinkronizacija
- "Nerazdvojni" kao Don Quixote (2024.)
- "Pokémon: Mewtwo uzvraća udarac – Evolucija" kao uvodna pjesma (2020.)
- "Priča o igračkama 3" kao Endi (2010.)
- "Horton" kao Ja-Jo (2008.)
- "Osmjehni se i kreni! i čađa s dva Plamenika" kao Ninno (2007.)
- "Obitelj Robinson" kao Vilbur (2007.)
- "Zov divljine" kao Ryan (2006.)
- "Auti" (2006.)
- "Kuća monstrum" kao Dado (2006.)
- "Vremenske svjetiljke tajanstvenog otoka" kao Frizzy (2006.)
- "Avanture Sharkboya i Lavagirl" kao Sharkboy